# Antonín Raymond

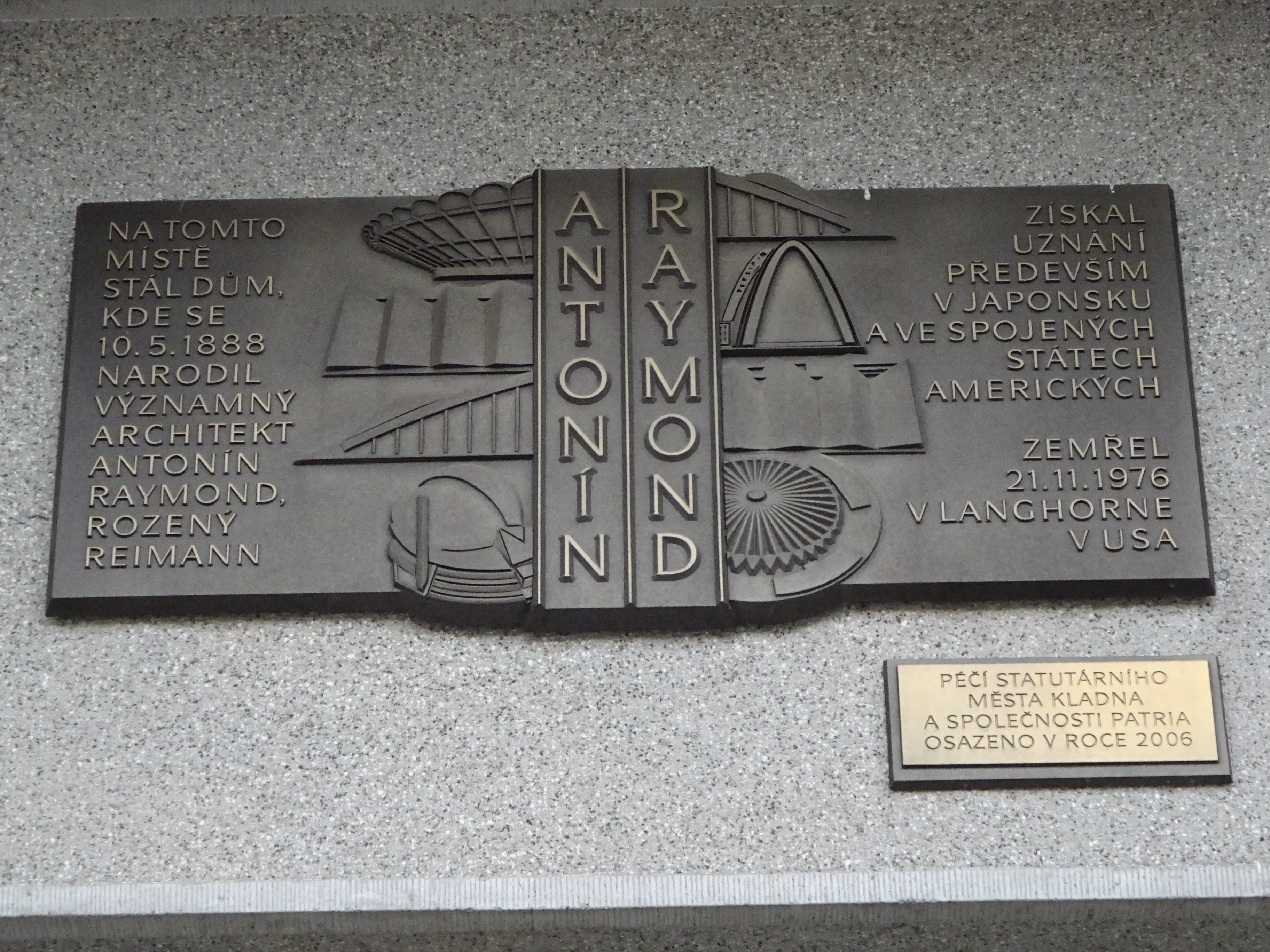
Pamětní deska v místě narození Antonína Raymonda v Kladně

Antonín Raymond (Reimann; 10. května 1888, Kladno – 21. listopadu 1976, Pensylvánie) byl český architekt, který studoval v Praze a žil v Japonsku a USA. Je považován za jednoho ze zakladatelů moderní architektury v Japonsku. Podle architekta Davida Vávry "je nejplodnější český architekt 20. století a rozhodně jeden z nejoriginálnějších".

## Život
Antonín Raymond (rodným jménem Antonín Reimann) pocházel z rodiny kladenského židovského obchodníka Aloise Reimanna. V místech jeho rodného domu na jižní straně náměstí starosty Pavla dnes stojí bankovní palác (čp. 14), na jehož nároží zmiňuje někdejšího rodáka pamětní deska. Na Kladně žil do roku 1903. Studoval na kladenské reálce, později na České polytechnice v Praze, kterou dokončil v roce 1909.
V následujícím roce emigroval do Spojených států amerických. Od roku 1916 spolupracoval s Frankem Lloydem Wrightem v jeho kancelářích v Taliesin, v Spring Green a na stavbě Imperial Hotelu v Tokiu v roce 1919, která byla jednou z mála budov, které vydržely Velké zemětřesení v Kantó v roce 1923. Poté zůstal v Japonsku. V letech 1926 až 1939 v Tokiu také působil jako honorární konzul Československa, tedy až do roku, kdy československá diplomacie a ministerstvo zahraničních věcí ČSR bylo zrušeno po okupaci nacistickým Německem. Exekvatur (konzulské povolení) mu japonskou vládou bylo uděleno dne 11. září 1926 a československý konzulát tak Raymond mohl otevřít již 21. září 1926.
Mezi lety 1939 a 1949 pracoval opět v USA, kde v roce 1945 v New Yorku založil kancelář spolu s dalším českým architektem Ladislavem Lelandem Radem, nazvanou Raymond & L. L. Rado. Po roce 1948 se vrátil do Japonska, kde pracoval do roku 1973. Poté se znovu vrátil do USA.

## Ocenění
- V roce 1956 byl vyznamenán čestnou medailí od American Institute of Architects;
- v roce 1964 získal japonský řád Vycházejícího slunce.
- 27. října 2010 mu město Kladno udělilo čestné občanství in memoriam, slavnostní ocenění za rodinu převzala kladenská archivářka PaedDr. Irena Veverková;[5]
- v kladenském Rozdělově je po něm pojmenována ulice Antonína Raymonda

- Cena architekta Antonína Raymonda je studentská architektonická soutěž kterou vyhlašují Statutární město Kladno a architekt David Vávra ve spolupráci s Českým centrem Tokio a Raymond Architectural Design Office, Inc.

## Vybrané dílo

### Japonsko
- Reinanzaka dům, Tokio (1924)
- Embassy vila, Nikkó (1929)
- Troedsson vila, Nikkó (1931)
- Tokio Golf klub, Asaka (1932)
- Letní dům, Karuizawa (1933)
- Morinosuke Kawasaki dům, Tokio (1934)
- Tetsuma Akaboshi dům, Tokio (1934)
- Raymond dům a studio, Azabu (1951)
- Reader’s Digest kancelář, Tokio (1951)
- Cunningham dům, Tokio (1954)
- St. Anselm kostel, Tokio (1954)
- Hayama vila, Hajama (1958)
- Nové studio, Karuizawa (1962)
- St. Paul kostel, Šiki (1963)

### Indie
- dormitář Golconde, Puduččéri (1935)

### Filipíny
- Kostel Sv. Josefa Dělníka (nazývaný lidově „Kostel rozhněvaného Krista“), Victorias City, Filipíny (1949)

### Spojené státy americké
- Raymond Farm, New Hope, Pensylvánie (1939)

## Galerie

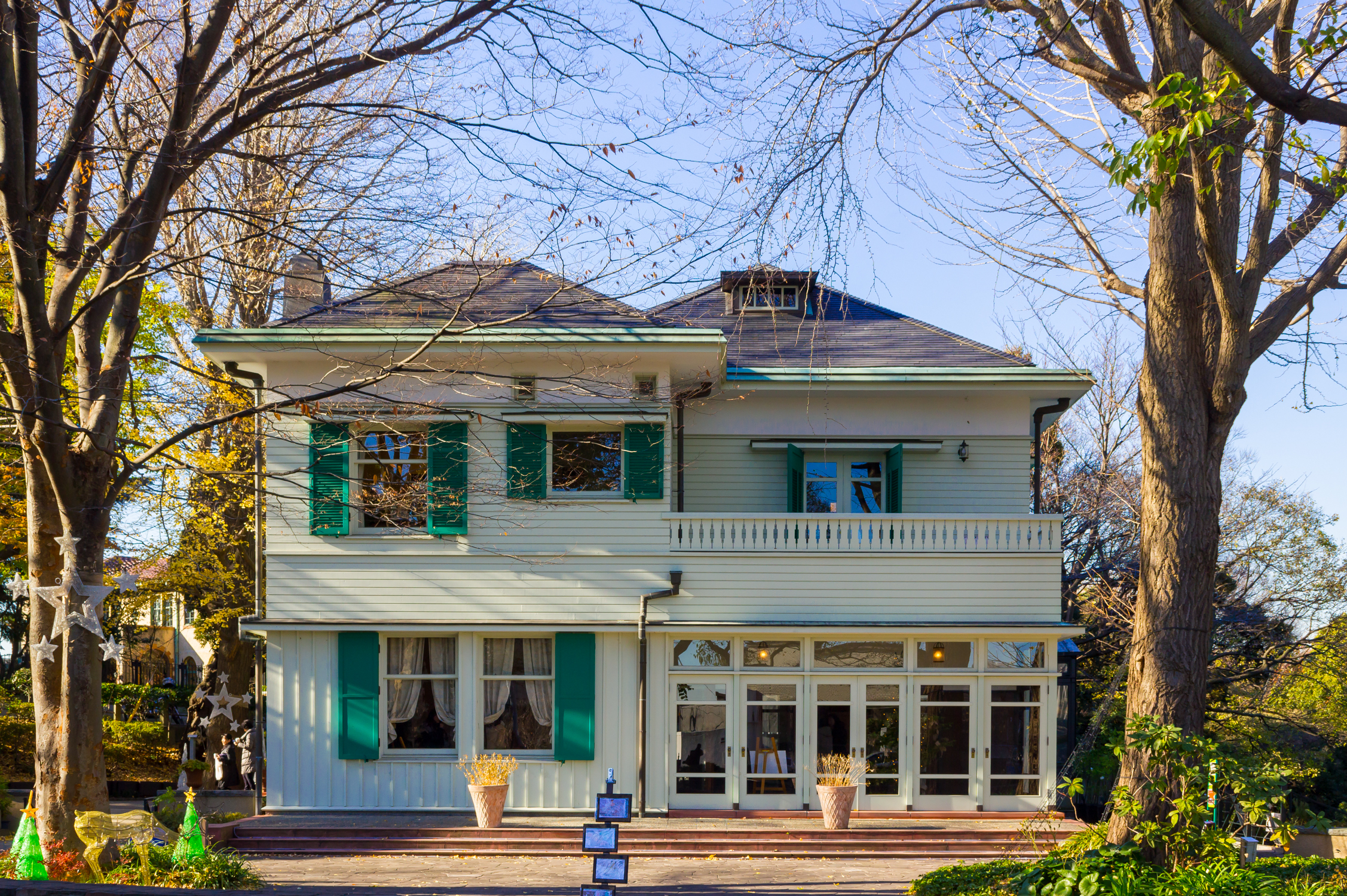
Ehrisman house
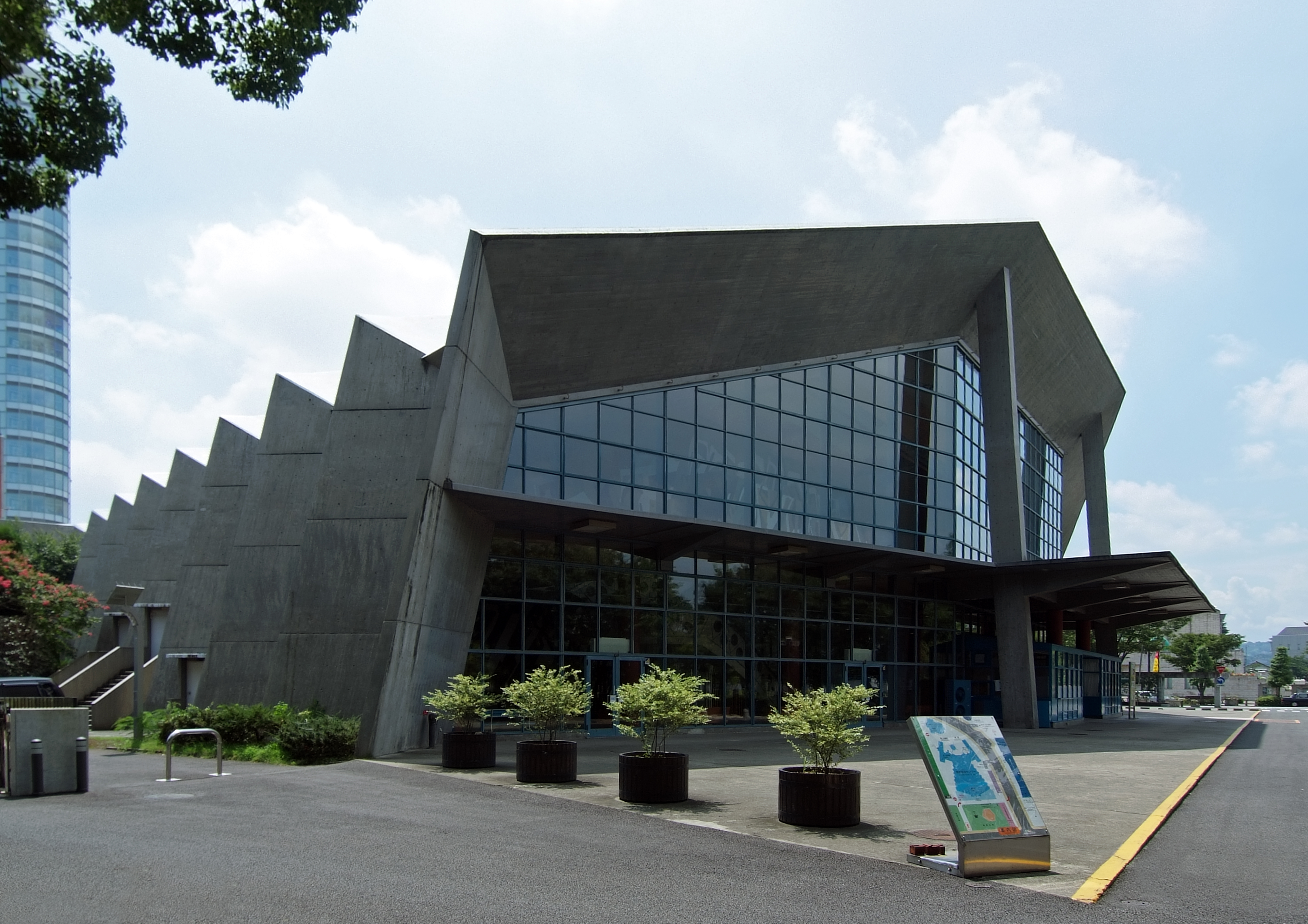
Gunma Music Center
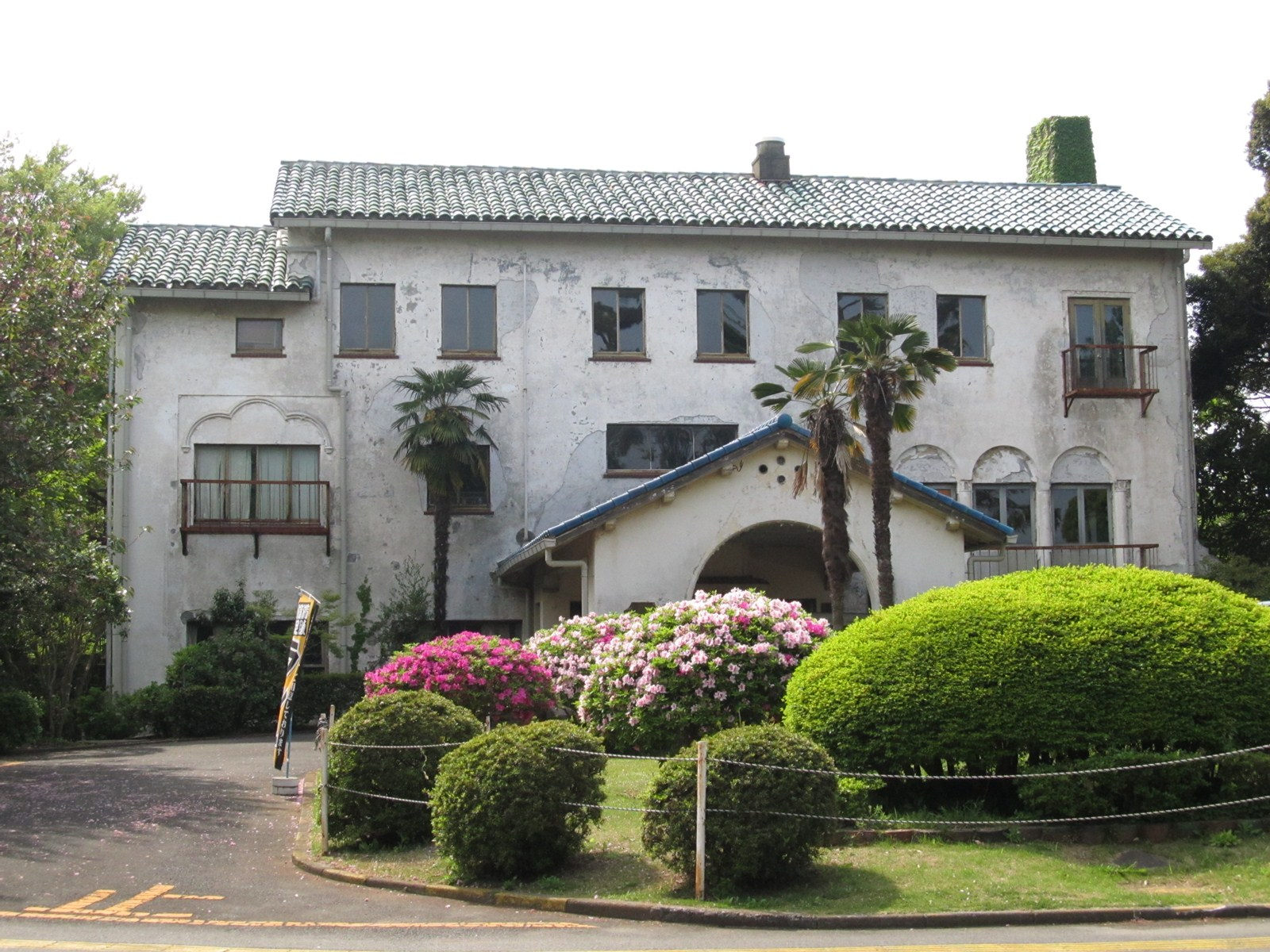
Old Clubhouse of the Fujisawa Country Club, Fujisawa, Kanagawa
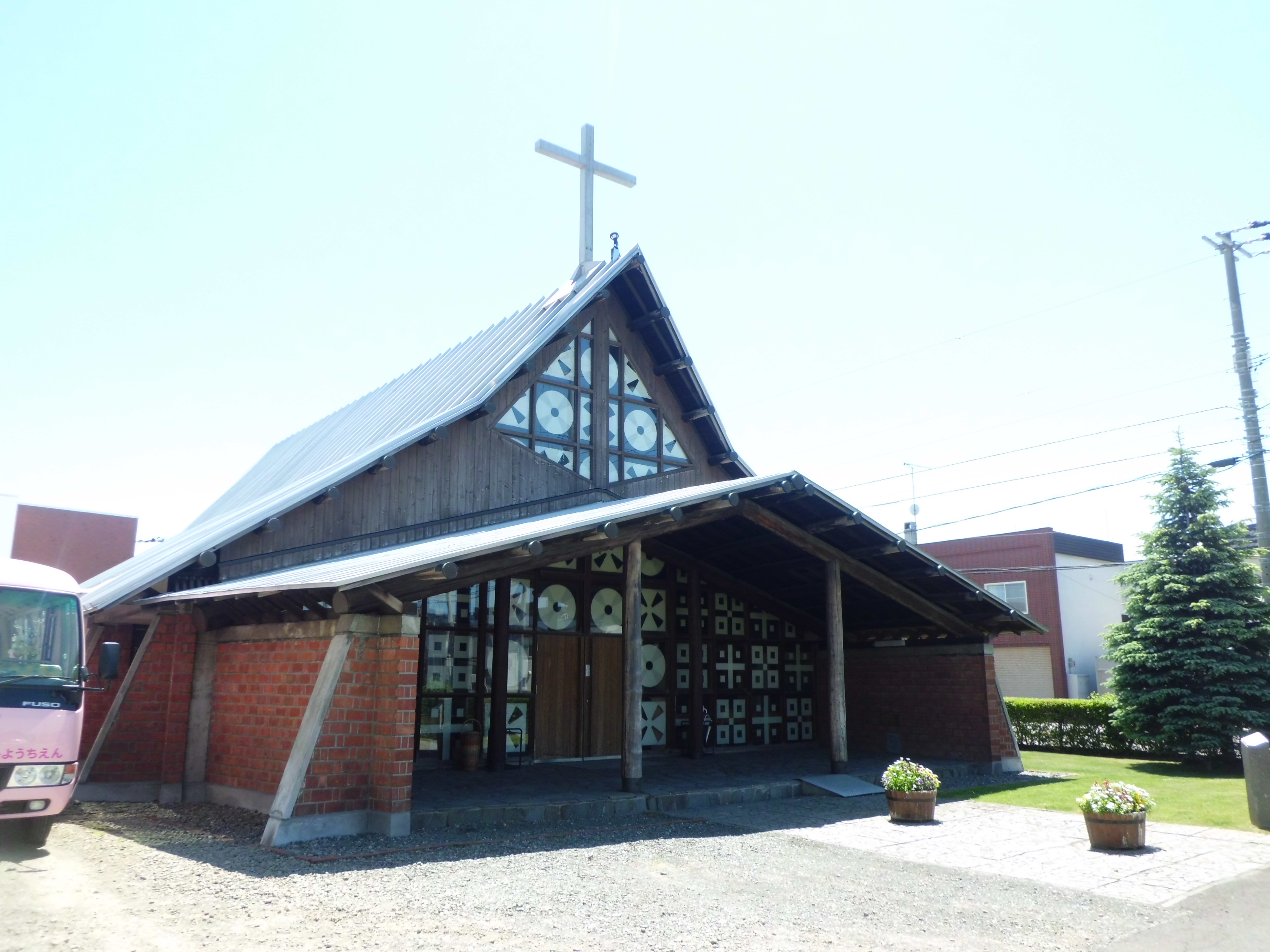
kostel sv. Michaela v Saporu, 1961
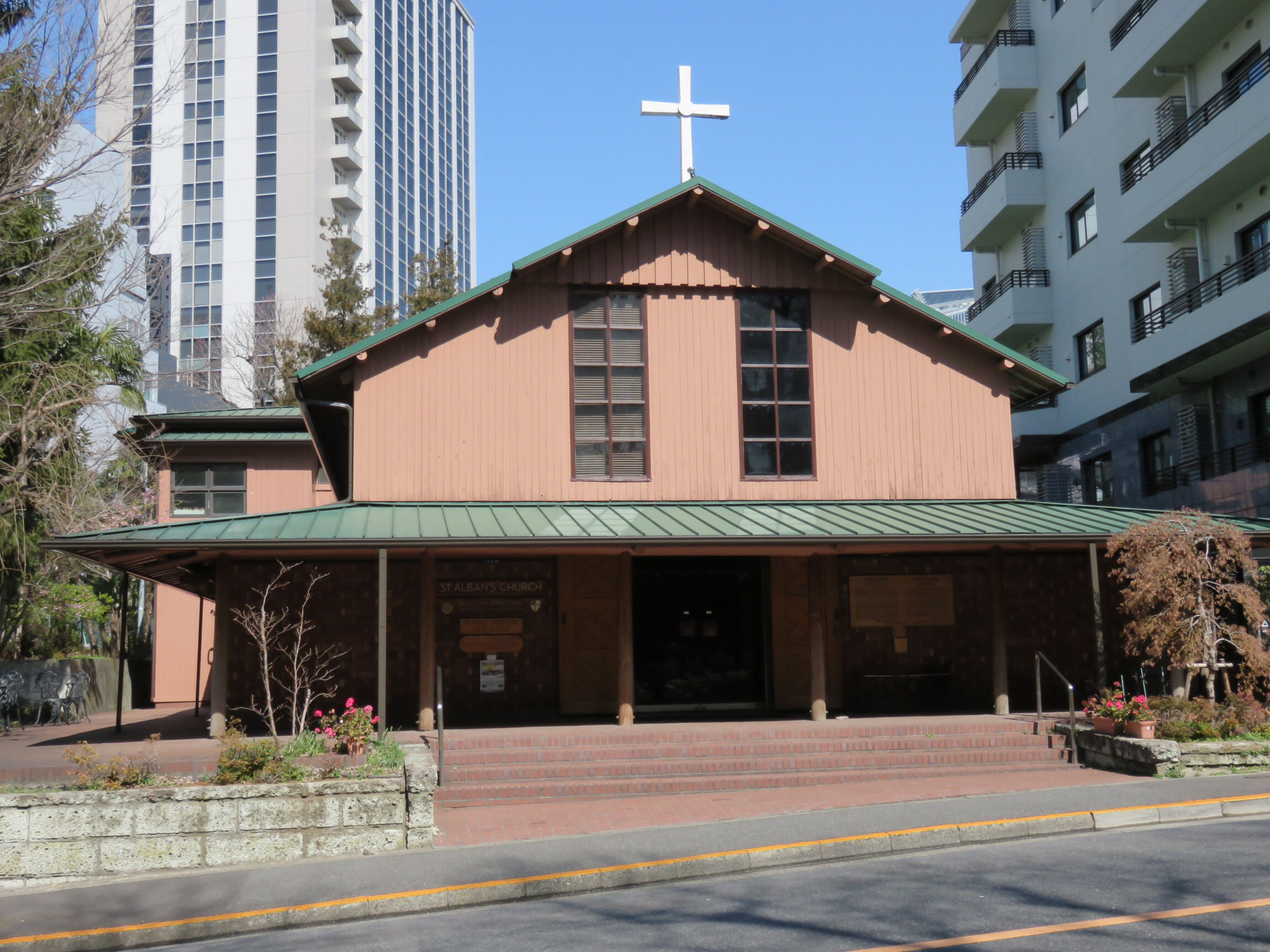
kostel sv. Albana v Tokiu, 1956